# Souanyas
Souanyas là một xã trong tỉnh Pyrénées-Orientales, vùng Occitanie phía nam nước Pháp. Xã Souanyas nằm ở khu vực có độ cao trung bình 810 mét trên mực nước biển.